# Домінік Сарапата
Доміні́к Сарапа́та (пол. Dominik Sarapata; нар. 25 жовтня 2007) — польський футболіст, півзахисник данського клубу «Копенгаген».

## Клубна кар'єра

### «Гурник» (Забже)
Виступав за юнацьку команду «Юзефка» (Хожув), звідки 2020 року перейшов до академії клубу «Гурник» (Забже). 10 серпня дебютував за резервну команду в поєдинку Третьої ліги проти «Шльонська Б».
2 лютого 2025 року дебютував в основному складі «Гурника» в матчі Екстракляси проти клубу «Пуща» (Неполомиці), вийшовши з перших хвилин. 9 травня 2025 року в поєдинку проти «Шльонська» забив свій перший гол у професіональній кар'єрі. 14 травня 2025 року продовжив контракт з «Гурником» до 2028 року. Всього в своєму дебютному сезоні провів 16 матчів, в яких відзначився одним м'ячем.

### «Копенгаген»
20 червня 2025 року перейшов у данський «Копенгаген», підписавши трирічний контракт. Сума трансферу становила близько 4 млн євро. 29 липня 2025 року дебютував за нову команду в матчі кваліфікації Ліги чемпіонів УЄФА проти косоварської «Дріти», вийшовши на заміну Лукасу Лерагеру.

## Кар'єра в збірній
Виступав за збірні Польщі до 16, до 17 і до 18 років. В травні 2024 року виступав за збірну до 17 років на юнацькому чемпіонаті Європи, що проходив на Кіпрі. На турнірі провів три матчі, а його команда дійшла до чвертьфіналу, де поступилась португальцям.

## Статистика виступів
Станом на 29 липня 2025 
| Клуб              | Сезон             | Чемпіонат         | Чемпіонат | Чемпіонат | Кубок | Кубок | Єврокубки | Єврокубки | Інші  | Інші | Всього | Всього | Всього |
| Клуб              | Сезон             | Дивізіон          | Матчі     | Голи      | Матчі | Голи  | Матчі     | Голи      | Матчі | Голи | Матчі  | Голи   |        |
| ----------------- | ----------------- | ----------------- | --------- | --------- | ----- | ----- | --------- | --------- | ----- | ---- | ------ | ------ | ------ |
| Гурник (Забже) Б  | 2024–25           | Третя ліга        | 9         | 0         | —     | —     | —         | —         | —     | —    | 9      | 0      |        |
| Гурник (Забже)    | 2024–25           | Екстракляса       | 16        | 1         | 0     | 0     | —         | —         | —     | —    | 16     | 1      |        |
| Копенгаген        | 2025–26           | Суперліга         | 0         | 0         | 0     | 0     | 1         | 0         | 0     | 0    | 1      | 0      |        |
| Всього за кар'єру | Всього за кар'єру | Всього за кар'єру | 25        | 1         | 0     | 0     | 1         | 0         | 0     | 0    | 26     | 1      |        |

1. ↑  Матчі в Лізі чемпіонів УЄФА